# R565 road (Irlanda)
La R565 road es una carretera regional en el condado de Kerry, Irlanda. Tiene 18,5 km (11,5 mi) de largo y corre a lo largo de la península de Iveragh y la isla de Valentia. El camino tiene dos cruces a la isla; el puente permanente Maurice O'Neill Memorial Bridge y un ferry de vehículos de temporada en Knightstown.

## Ruta

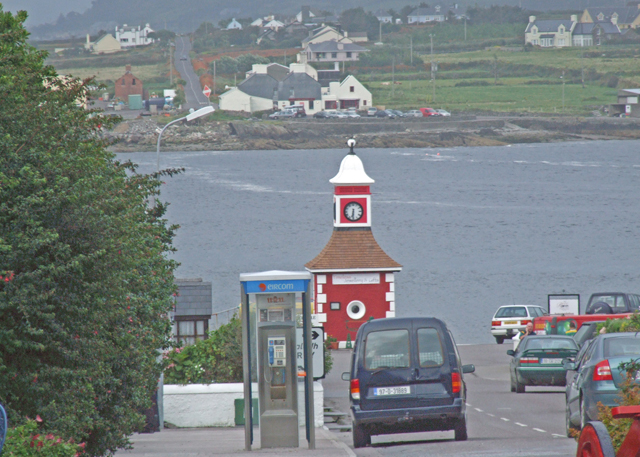
R565 en Knightstown.

La R565 comienza en la N70, una carretera secundaria nacional que atraviesa el condado de Kerry. Viaja hacia el oeste a lo largo del borde norte de la península de Iveragh siguiendo el canal de Portmagee, que separa la isla de Valentia de la península. Cruza el río Derreen en el puente de Aghnagar y sigue el canal hasta Portmagee. Allí, la carretera cruza el puente conmemorativo Maurice O'Neill hasta la isla de Valentia, el único acceso directo por carretera.
Viajando hacia el este a través de la isla a través de Chapeltown, la carretera pasa por el pueblo portuario de Knightstown, donde un ferry llega al continente. El final del camino está en la terminal del ferry; hay una carretera local que conecta el otro lado del ferry con la N70, pero no forma parte de la R565. El ferry es estacional y funciona desde mediados de marzo hasta octubre.
La carretera forma parte de la Wild Atlantic Way (Ruta Costera del Atlántico) desde Knightstown hasta Portmagee, al otro lado de la isla.

## Historia

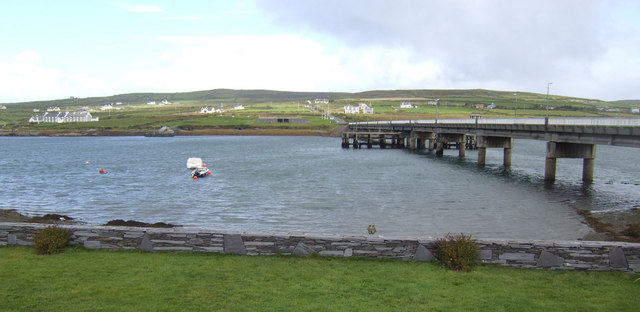
Puente conmemorativo Maurice O'Neill.

Antes de 1971, el único acceso a la isla de Valentia era a través de un ferry. Se había planeado un enlace fijo a la isla desde 1911, pero se pospuso debido a la Primera Guerra Mundial y luego a la guerra de Independencia irlandesa.  El proyecto se revisó en la década de 1940 y se formaron varios comités de puentes en las siguientes décadas para diseñar y construir una estructura adecuada, frente a un público local cada vez más impaciente, harto de tener que depender de los transbordadores. El cruce fue diseñado como un puente giratorio para permitir el tráfico marítimo a través del canal Portmagee.
El puente fue inaugurado extraoficialmente el 1 de enero de 1971 por el exministro de Fianna Fáil, Neil Blaney. Fue nombrado Puente Conmemorativo Maurice O'Neill en honor al activista republicano local Maurice O'Neill, quien fue ejecutado en 1942 bajo el gobierno de Éamon de Valera. La inauguración se consideró controvertida y el Consejo del condado de Kerry realizó una segunda ceremonia esa Pascua.
En 2002, el consejo del condado de Kerry investigó el mecanismo de giro del puente, pero concluyó que las reparaciones costarían 500 000 €, cantidad que no podían pagar. Para 2008, el consejo había concluido que el puente se había oxidado sin posibilidad de reparación y nunca se abriría. En 2011, se expresaron preocupaciones sobre el mecanismo de elevación defectuoso del puente, que impedía completar una mejora de 3,3 millones de euros en el puerto deportivo de Cahersiveen, ya que bloqueaba el tráfico de navegación a través del canal Portmagee.
El servicio de ferry desde el final de la R565 hasta el continente ha estado operativo desde 1961. En 2017, existía la preocupación de que el ferry fuera descontinuado ya que la flota necesitaba ser reemplazada a un costo de alrededor de 3 millones de euros. El año anterior manejó 250.000 pasajeros y 100.000 automóviles. En 2018, el ferry fue indultado por otros dos años de servicio con un gasto de 200.000 € para que cumpla con los estándares de seguridad marítima aceptables. El ferry apoya a Valentia como una atracción turística adicional a Wild Atlantic Way, el Anillo de Kerry y el Anillo de Skellig.